# Chocolate (The 1975)
Chocolate è un singolo discografico del gruppo musicale inglese The 1975, pubblicato nel 2013.

## Descrizione
La canzone è stata scritta da George Daniel, Matthew Healy, Adam Hann e Ross MacDonald.
Essa è presente nel terzo EP del gruppo Music for Cars e anche in The 1975, primo album in studio della band pubblicato nel settembre 2013. 

## Classifiche
| Classifica (2013) | Posizione raggiunta |
| ----------------- | ------------------- |
| Regno Unito       | 19                  |